# Wish I Had an Angel
«Wish I Had an Angel» es el segundo sencillo del álbum Once de la banda finlandesa Nightwish. La canción fue originalmente grabada con las voces de Tarja Turunen y Marko Hietala (miembro de la banda Tarot). El sencillo fue lanzado el 15 de septiembre de 2004 llegando a convertirse en la canción más popular de la banda en Europa y Estados Unidos, después de «Nemo».
«Wish I Had an Angel» fue añadida en la banda sonora de la película Alone in the Dark. El video musical de la canción, dirigido por Uwe Boll, está incluido como contenido extra de su DVD.

## Lista de canciones
|   | Canciones                               | Escritas por                               | Duración |
| - | --------------------------------------- | ------------------------------------------ | -------- |
| 1 | «Wish I Had an Angel»                   | Tuomas Holopainen                          | 4:08     |
| 2 | «Ghost Love Score» (instrumental score) | Tuomas Holopainen                          | 10:07    |
| 3 | «Where Were You Last Night»             | Tim Norell, Ola Håkansson y Alexander Bard | 3:52     |
| 4 | «Wish I Had an Angel» (demo version)    | Tuomas Holopainen                          | 4:08     |

## Lista de posiciones
| Lista (2004–05)                           | Mejor posición |
| ----------------------------------------- | -------------- |
| Alemania (Media Control Charts)           | 36             |
| Austria (Ö3 Austria Top 40)               | 47             |
| España (Top 100 Canciones)                | 20             |
| Finlandia (OFC)                           | 1              |
| Hungría (Mahasz)                          | 3              |
| Noruega (VG-lista)                        | 19             |
| Países Bajos (Mega Single Top 100)        | 65             |
| Reino Unido (The Official Charts Company) | 60             |
| Suecia (Sverigetopplistan)                | 11             |
| Suiza (Schweizer Hitparade)               | 40             |

### Ventas y certificaciones
| País      | Certificación | Ventas |
| --------- | ------------- | ------ |
| Finlandia | Oro           | 5460   |